# Karla Álvarez
Karla Álvarez (ur. 15 października 1972 w Meksyku, zm. 15 listopada 2013 tamże) – meksykańska aktorka, pięciokrotnie nominowana do nagrody Premios TVyNovelas.

## Wybrana filmografia
- 1992: María Mercedes
- 1994: Prisionera de amor
- 1998: Kłamstwo i miłość
- 1999: Alma rebelde
- 2001: Virginia
- 2006: Rany miłości
- 2008: Idiotki nie idą do nieba
- 2009: Camaleones